# Wolf Singer
Wolf Joachim Singer (Munique, 9 de março de 1943) é um neurofisiologista alemão.

## Publicações selecionadas
- 1968 Die Bedeutung der Vorderhirnkommissuren für die Koordination bilateraler EEG-Muster. Ludwig-Maximilians-Universität München. (Dissertation)
- 1974 Über den Einfluss zentrifugaler Projektionssysteme auf die Leistungen eines sensorischen Thalamuskernes, dargestellt am Beispiel des visuellen Systems. Technische Universität München (Habilitationsschrift).
- 2002 "Ein Frontalangriff auf unsere Menschenwürde."; (PDF; 169 kB) Gemeinsames Interview mit Thomas Metzinger im Magazin Gehirn&Geist 4/2002, S. 32-35, repr. in: G&G Dossier 2003 mit dem Titel "Angriff auf das Menschenbild. Hirnforscher suchen neue Antworten auf alte philosophische Fragen." S. 68-71.
- 2002 Der Beobachter im Gehirn. Essays zur Hirnforschung. Suhrkamp, Frankfurt am Main (stw 1571) ISBN 3-518-29171-8
- 2003 Ein neues Menschenbild? Gespräche über Hirnforschung. Suhrkamp, Frankfurt am Main (stw 1596) ISBN 3-518-29196-3
- 2004 Keiner kann anders als er ist. Verschaltungen legen uns fest. Wir sollten aufhören, von Freiheit zu reden. Frankfurter Allgemeine Zeitung, Nr. 6 vom 8. Januar 2004, S. 33 (DF hier) [1]
- 2004 Verschaltungen legen uns fest. Wir sollten aufhören, von Freiheit zu sprechen. In: Geyer, Christian (Hrsg.): Hirnforschung und Willensfreiheit. Zur Deutung der neuesten Experimente. Suhrkamp, Frankfurt 2004, S. 30 - 65 [2]
- 2007 Predefinição:Scholarpedia
- 2008 mit Matthieu Ricard: Hirnforschung und Meditation – Ein Dialog. Suhrkamp, Frankfurt am Main(eu 4) ISBN 3-518-26004-9 [3]
- 2013 Heute weiß ich weniger über das Gehirn, als ich vor 20 Jahren zu wissen glaubte - in Matthias Eckoldt "Kann das Gehirn das Gehirn verstehen?", Carl-Auer-Verlag